# Ecología clínica
La ecología clínica fue el nombre dado en la década de 1960, por un grupo que considera que la exposición a bajos niveles de ciertos agentes químicos daña a las personas susceptibles, causando sensibilidad química múltiple y otros trastornos. Los ecologistas clínicos son personas que apoyan y promueven esta derivación de la medicina convencional. A menudo tienen antecedentes en el campo de la alergia o la otorrinolaringología, y el enfoque teórico se deriva en parte de los conceptos clásicos de respuestas alérgicas, articulados por primera vez por Theron Randolph. 
Los ecologistas clínicos apoyan una relación de causa y efecto para los síntomas no específicos que se presentan en algunas personas después de la exposición a dosis bajas a agentes químicos, biológicos o físicos. Este patrón de reacción a dosis bajas generalmente no es aceptado por los toxicólogos. Aunque parte de la comunidad médica convencional continúa rechazando estas afirmaciones, el concepto está ganando cierto reconocimiento bajo la clasificación moderna y más claramente articulada de la medicina ambiental.

## Entrenamiento y calificaciones
La "ecología clínica" es un enfoque ambiental que es consistente con la práctica de la medicina holística. Los profesionales con esta orientación no usan el término "ecólogo clínico", aunque los que se oponen a este enfoque de la medicina complementaria a la enfermedad a menudo todavía lo hacen. A diferencia de términos como médico o enfermera, el término ecólogo clínico no está legalmente regulado en ninguna jurisdicción, lo que significa que cualquier persona puede reclamar legalmente ser un ecólogo clínico. Si lo desean, pueden obtener una certificación o membresía extralegal de la organización privada no regulada American Academy of Environmental Medicine mediante el pago de una tarifa. 
Muchos ecologistas clínicos son profesionales de la salud con licencia tradicional que poseen certificaciones médicas tradicionales avanzadas. Otros pueden tener una formación más alternativa.

## Historia
Randolph publicó una serie de libros para promover la ecología clínica y la medicina ambiental, que incluyen: 
- Randolph, Theron G. (1962). Human ecology and susceptibility to the chemical environment. Springfield, Ill: Thomas. ISBN 0-398-01548-1.  Randolph, Theron G. (1962). Human ecology and susceptibility to the chemical environment. Springfield, Ill: Thomas. ISBN 0-398-01548-1.  Randolph, Theron G. (1962). Human ecology and susceptibility to the chemical environment. Springfield, Ill: Thomas. ISBN 0-398-01548-1.
- Moss, Ralph W.; Randolph, Theron G. (1980). An alternative approach to allergies: the new field of clinical ecology unravels the environmental causes of mental and physical ills. New York: Lippincott & Crowell. ISBN 0-690-01998-X.  Moss, Ralph W.; Randolph, Theron G. (1980). An alternative approach to allergies: the new field of clinical ecology unravels the environmental causes of mental and physical ills. New York: Lippincott & Crowell. ISBN 0-690-01998-X.  Moss, Ralph W.; Randolph, Theron G. (1980). An alternative approach to allergies: the new field of clinical ecology unravels the environmental causes of mental and physical ills. New York: Lippincott & Crowell. ISBN 0-690-01998-X.
- Randolph, Theron G. (1987). Environmental medicine: beginnings and bibliographies of clinical ecology. Fort Collins, CO: Clinical Ecology Publications. ISBN 0-943771-00-5.  Randolph, Theron G. (1987). Environmental medicine: beginnings and bibliographies of clinical ecology. Fort Collins, CO: Clinical Ecology Publications. ISBN 0-943771-00-5.  Randolph, Theron G. (1987). Environmental medicine: beginnings and bibliographies of clinical ecology. Fort Collins, CO: Clinical Ecology Publications. ISBN 0-943771-00-5.

En 1965, Randolph fundó la Society for Clinical Ecology como una organización para promover sus teorías basadas en los síntomas de sus pacientes, conocidas como sensibilidades químicas múltiples (MCS por sus siglas en inglés). 
Durante la década de 1980, el movimiento fue rechazado por algunas organizaciones médicas y jueces y las compañías de seguros de salud a menudo se negaron a pagar sus facturas. El nombre de la sociedad fue cambiado de la Society for Clinical Ecology, según sus oponentes, para huir de su mala reputación.
A pesar de la confusión en el establecimiento médico tradicional con respecto a la clasificación y el tratamiento de MCS, la MCS ha logrado credibilidad en los reclamos de compensación de trabajadores, responsabilidad extracontractual y acciones regulatorias. La determinación pragmática de la MCS incluye cuatro elementos: 
1. El síndrome se adquiere después de una exposición ambiental documentable que puede haber causado evidencia objetiva de efectos en la salud.
2. Los síntomas son referibles a múltiples sistemas de órganos y varían de manera predecible en respuesta a estímulos ambientales.
3. Los síntomas ocurren en relación con niveles medibles de productos químicos, pero los niveles son inferiores a los que se sabe que dañan la salud.
4. No se puede encontrar evidencia objetiva de daño orgánico.

## Controversia
Las teorías de Randolph sobre los efectos químicos han sido criticadas por toxicólogos. Su interpretación más amplia de las alergias más allá de la de los anticuerpos IgE en la alergia verdadera está en conflicto con los alergólogos tradicionales de su época. Por supuesto, Randolph no afirmó que las sensibilidades ambientales fueran "verdaderas alergias" mediadas por IgE, alegando que este punto fino era irrelevante para las personas que sufren sensibilidades no alérgicas. La guerra territorial que libraron los alergólogos y los testigos expertos en defensa durante esos años también tiene menos relevancia hoy que antes. Varios talleres de la Academia Nacional de Ciencias y Consejos de Investigación sobre el síndrome de la Guerra del Golfo han validado el efecto idiosincrásico de baja exposición química en individuos sensibilizados. 
La ecología clínica no es una especialidad médica reconocida. Sus practicantes han sido criticados por engañar a pacientes con enfermedades mentales y pacientes sugestionables para que piensen que son químicamente sensibles. Los críticos del siglo XX de la ecología clínica acusaron que la sensibilidad química múltiple (MCS) nunca se había definido claramente, no se ha propuesto ningún mecanismo científicamente plausible para ello, no se han probado pruebas de diagnóstico y no se ha probado científicamente un solo caso. Los estudios bien realizados que establecen las teorías y prácticas de la ecología clínica no se encontraron en las revisiones de evidencia que respaldan sus prácticas por la Asociación Médica Americana en 1992, el Colegio Americano de Médicos en 1989, la Asociación Psiquiátrica Canadiense, el Sociedad Internacional de Toxicología Regulatoria y Farmacología en 1993, la Academia Americana de Alergia, Asma e Inmunología, y más recientemente por el Colegio Americano de Medicina Ocupacional y Ambiental en 1999.
El desarrollo de alimentos modificados genéticamente y el mayor uso de herbicidas en los cultivos alimentarios ha dado lugar a un mayor interés en el área de las sensibilidades ambientales. Un debate polarizado ha crecido entre los partidarios de la nueva tecnología agrícola que se caracterizan como científicos racionales y opositores como alarmistas ignorantes. Por otro lado, los opositores caracterizan a los partidarios como expertos de la industria dogmática y a ellos mismos como pensadores críticos y ambientalistas. Ambos grupos afirman ser la opinión mayoritaria, aunque el único consenso que tiene peso es dentro de las organizaciones gubernamentales que se pronuncian sobre la seguridad. La cuestión es la ciencia no industrial que caracteriza a los herbicidas y los pesticidas genéticamente modificados de los cultivos transgénicos como disruptores endocrinos. Esa interrupción también desencadena respuestas del sistema autoinmune consistentes con las observadas por los ecólogos clínicos.